# Казанцев, Дмитрий Егорович
Дми́трий Его́рович Каза́нцев (20 февраля 1932, д. Мустаево, Сернурский район, Марийская автономная область — 21 июня 2021, г. Йошкар-Ола, Марий Эл) — советский и российский лингвист-финноугровед. Один из ведущих финно-угроведов Республики Марий Эл. Сферы научных интересов — марийская диалектология, история языка, историческая лексикология.

## Биография
Родился 20 февраля 1932 года в деревне Мустаево Сернурского района Марийской автономной области. Сын колхозника, погибшего на фронте. Учился в Сернурском педагогическом училище (1948—1952), работал учителем в школе (1952—1953). В 1953 году поступил и в 1958 году окончил историко-филологический факультет Марийского педагогического института им. Н. К. Крупской, был Сталинским стипендиатом. После окончания института работал учителем русского языка и литературы, марийского языка и литературы в средней школе.
Учился в аспирантуре Марийского педагогического института им. Н. К. Крупской (1959—1961). Младший научный сотрудник, затем старший научный сотрудник и заведующий сектором языка Марийского научно-исследовательского института языка, литературы и истории (1961—1972). В Тартуском университете защитил кандидатскую диссертацию на тему «Фонетические особенности йошкар-олинского говора марийского языка» (1965), научный руководитель — кандидат филологических наук, профессор Н. Т. Пенгитов. С 1 октября 1972 года работал в Марийском педагогическом институте имени Н. К. Крупской, в том числе проректором по заочному обучению (1975—1979), заведующим кафедрой русского языка (1982—1985), с апреля 1992 года — заведующий кафедрой общего и сравнительного языкознания. На Совете Тартуского университета защитил докторскую диссертацию на тему «Историческая диалектология марийского языка (Образование диалектов и сравнительно-историческое описание их фонетики)» (1989). Утверждён в звании профессора по теории языка (1992).
Опубликовал более 80 научных трудов, в том числе 3 учебных пособия для ВУЗов и 4 монографии. Участник нескольких всесоюзных конференций и пяти международных конгрессов по вопросам финно-угорского языкознания. Был членом специализированных советов в Удмуртском, Чувашском и Марийском университетах.
Скончался 21 июня 2021 года в г. Йошкар-Оле.

## Награды и звания
- Кандидат филологических наук (1965)
- Доктор филологических наук (1989)
- Профессор (1992)
- Заслуженный деятель науки Марийской АССР (1991)
- Почётный работник высшего профессионального образования Российской Федерации (2001)
- Заслуженный работник высшего образования Российской Федерации (2012)

## Основные работы

### Научные
- Состав гласных фонем йошкар-олинского говора марийского языка // Тезисы докладов Всесоюзного совещания по вопросам финно-угорской филологии.— Петрозаводск, 1961.— С. 77—79.
- Гласные фонемы у йӱ в йошкар-олинском говоре марийского языка // Вопросы финно-угорского языкознания.— М.-Л.: Наука, 1964.— С. 34-43.
- Редуцированные гласные в йошкар-олинском говоре марийского языка // Труды МарНИИ.— Йошкар-Ола, 1964.— Вып. XVIII.— С. 23—60.
- Фонема ӧ в йошкар-олинском говоре марийского языка // Вопросы марийского языкознания. — Йошкар-Ола, 1964.— Вып. 1.— С. 78-88.
- К истории некоторых согласных звуков в йошкар-олинском говоре марийского языка // Тезисы докладов научной сессии по итогам научно- исследовательской работы института за 1963 год.— Йошкар-Ола, 1964.— С. 26—29.
- Фонема а в йошкар-олинском говоре марийского языка // Труды МарНИИ.— Йошкар-Ола, 1964.— вып. XVIII.— С. 107—125.
- Семантика фразеологических оборотов марийского языка // Тезисы докладов на научной сессии по итогам научно-исследовательских работ института за 1964 год.— Йошкар-Ола, 1965.— С. 17—19.
- Общая и отличительная лексика горного и лугового наречий марийского языка и вопрос разделения мари на горных и луговых // Тезисы докладов на научной сессии по итогам научно-исследовательских работ института за 1964 год.— Йошкар-Ола, 1965.— С. 33—36.
- Этимология некоторых марийских слов // Вопросы финно-угорского языкознания.— М., 1965.— вып. 3.— С. 80—85.
- Гласные среднего подъёма в йошкар-олинском говоре марийского языка // Всесоюзная конференция по финно-угроведению.— Сыктывкар, 1965.— С. 50—53.
- Русско-марийский словарь (Буквы Д, Е, Ж).— М.: Советская энциклопедия, 1966.— С. 137—176.
- Рецензия на книгу: Федотов М. Р. «Исторические связи чувашского языка с языками финно-угров Поволжья и Перми». Ч. 1 // СФУ.— 1966.— № 2.— С 133—141.
- К вопросу о разделении мари на горных и луговых. Общая и отличительная лексика горного и лугового наречий марийского языка // Происхождение марийского народа. — Йошкар-Ола, 1967. — С. 230—250.
- О синонимах в марийском языке // Тезисы докладов на научной сессии по итогам исследовательских работ института за 1966 год.— Йошкар-Ола, 1967.— С. 18—21.
- О некоторых фонетических изменениях в марийском языке // Вопросы финно-угорского языкознания. — Ижевск, 1967.— вып. 4.— С. 105—108.
- Об иранских заимствованиях в финно-угорских языках // Материалы научной сессии по итогам исследовательских работ института за 1967 год.— Йошкар-Ола, 1968.— С. 3—6.
- К вопросу о реконструкции гласных древнемарийского языка Н Вопросы финно-угроведения. — Йошкар-Ола, 1970.— вып. 5.— С. 51—64.
- К вопросу о происхождении редуцированных гласных в марийском языке // Третий международный конгресс финно-угроведов.— Таллин, 1970.— С. 109.
- Современный марийский язык. Лексикология. — Йошкар-Ола, 1972.— 184 с. (Соавт. Патрушев Г. С.).
- Гармония гласных в марийском языке // Вопросы советского финноугроведения: тезисы докладов и сообщений.— Саранск, 1972.— С. 41—42.
- История щелевых согласных в марийском языке // Вопросы марийского языкознания. — Йошкар-Ола, 1973.— вып. 3.— С. 114—125.
- К вопросу о происхождении редуцированных гласных в марийском языке // Третий международный конгресс финно-угроведов.— Таллин, 1975.— Т.I.—С. 498—503.
- К истории глухих смычных и звонких слабосмычных согласных в марийском языке // Вопросы марийского языкознания.— Киров-Йошкар-Ола, 1976.— С. 24—46.
- К вопросу об этнической принадлежности племен волосовской культуры // Археология и этнография Марийского края.— Йошкар-Ола, 1978.— вып. З.— С. 185—192.
- Истоки финно-угорского родства. — Йошкар-Ола, 1979. — 113 с.
- К вопросу о месте и времени проникновения иранских слов в древнемарийский язык // Вопросы грамматики и лексикологии. — Йошкар-Ола, 1980. —С. 90—119.
- Формирование диалектов марийского языка (В связи с происхождением марийцев). — Йошкар-Ола, 1985. — 159 с.
- То the Question of Reconstruction of the early Acient Mari Language // Шестой международный конгресс финно-угроведов. Тезисы. Т. 2. — Сыктывкар, 1985. —С. 80.
- О разных трактовках некоторых письменных источников по истории марийцев //СФУ. — 1987. — № 2. — С. 131—134.
- К истории цоканья в диалектах марийского языка // Материалы и исследования по марийской диалектологии. — Йошкар-Ола, 1987. — С. 177—194.
- On the Problem of the Mari-Iranian Language Contakts // Седьмой международный конгресс финно-угроведов: тезисы. — Debrecen, 1990. — С. 99.
- Состояние изучения диалектов марийского языка // Седьмой международный конгресс финно-угроведов: тезисы. — Debrecen, 1990. — С. 27—28.
- К вопросу о реконструкции *6 и *3' в финно-угорском праязыке // LU.— 1990. —№ 3. —С. 180—187.
- К проблеме марийско-иранских языковых контактов П Седьмой международный конгресс финно-угроведов. — Debrecen, 1990. — С. 147—152.
- К проблеме языковых контактов в Волго-Камье // LU. — 1991. — № 2. — С. 80-88,
- Двуязычие в Республике Марий Эл: современное состояние и проблемы // Проблемы двуязычия и многоязычия в современных условиях: тезисы. — Йошкар-Ола, 1993. — С. 22—25.
- Двуязычие в Республике Марий Эл: современное состояние и проблемы // Марий Эл: вчера, сегодня, завтра. — Йошкар-Ола, 1993. — № 1. — С. 55—66.
- Марийский язык: современное состояние и новые трактовки // Симпозиум по волжским языкам: тезисы. — Турку, 1993. — С. 19-20.
- Марийский язык: современное состояние и новые трактовки // Изменения в волжско-финских языках (Симпозиум по волжским языкам в г. Турку, 1-2.09. 1993). — Турку, 1994. —С. 181—191.
- Наглядность как средство интенсификации занятий по русской диалектологии // Использование современных информационных технологий в обучении. — Йошкар-Ола, 1993. — С. 8—9.
- The Place of the Mari Language in the Conditions of Bilingualism // Восьмой международный конгресс финно-угроведов: тезисы. — Ювяс- кюля, 1995. —С. 53—54.
- Место марийского языка в условиях билингвизма // Восьмой международный финно-угорский конгресс: тезисы. — Ювяскюля, 1995. — С. 198—201.
- Республика Марий Эл. Сернурский район: прошлое и настоящее. — Йошкар-Ола, 1999.- 104 с.
- О едином марийском языке // Проблема развития марийского языка как государственного. — Йошкар-Ола, 2000. — С. 24—30.
- Русская топонимика в Республике Марий Эл: современное состояние и история формирования // Вестник Марий Эл. — Йошкар-Ола, 2000. — № 6.-С. 74-85.
- Проблемы двух языков // Народы Поволжья и Приуралья. — М.: Наука, 2000. —С. 201—204.
- Русские говоры Республики Марий Эл: учебное пособие. — Йошкар- Ола, 2003. — 108 с.
- Сложные слова в марийском языке: происхождение и принципы образования // Актуальные проблемы межкультурных и межъязыковых контактов. — Йошкар-Ола, 2004. — С. 52-55.
- Кафедра общего и сравнительного языкознания // Марийский государственный педагогический институт им. Н. К. Крупской. Очерк истории факультетов и кафедр в лицах и событиях. — Йошкар-Ола, 2006. — С. 35—38.
- К истории суффикса множественного числа -шамыч в марийском языке // Проблемы марийской и финно-угорской филологии. — Йошкар- Ола, 2007. — С. 23—32.
- К истории некоторых русских заимствований в марийском языке // Проблемы марийской и финно-угорской филологии. — Йошкар-Ола, 2007. —С. 32—36.
- Косвенные русские заимствования в марийском языке // Проблема марийской и финно-угорской филологии. — Йошкар-Ола, 2007. — С. 36-43. (Соавт. Михайлов В. Т.).
- К вопросу о происхождении суффиксов -едак и -ела в марийском языке // Финноугроведение. — 2008. — № 1. — С. 97-10.
- Несколько слов о суффиксах -едак и -ела в марийском языке // Проблема языков, литератур и фольклора народов Урало-Поволжья. — Йошкар-Ола, 2008. — Вып. V. — С. 71—76.
- К истории суффикса -.мыт (-мыт) в марийском языке // Проблема языков, литератур и фольклора народов Урало-Поволжья. — Йошкар- Ола, 2008. — Вып. V. — С. 76—83.
- Типологии и универсалии языков. История и современное состояние. Ч. I. Синхрония / Мар. гос. ун-т. — Йошкар-Ола, 2010. — 127 с.
- Слово о профессоре И. С. Галкине // Научная биография. Воспоминания. — Йошкар-Ола, 2010. — С. 14—19.
- К истории суффиксов -влӓк и -ела в марийском языке // Юбилейный доклад в честь 80-летия проф. Габора Берецки. — Будапешт, 2008. — С. 281—292.
- Марий Республикыште педобразованийлан 80 ий темме вашеш П Выступление по марийскому радио. — 2011. —10 ноябрь. (луговомар.)
- Русская диалектология: учебно-методическое пособие / Мар. гос. ун-т. — Йошкар-Ола, 2012. — 35 с.
- Диахронические универеали в области словообразования // Финноугроведение. — 2012. -№ 2. — С. 3—12.
- К истории некоторых суффиксов множественного числа в марийском языке // Филологические науки. Вопросы теории и практики. — Тамбов, 2013. — № 5. — Ч. 2. — С. 91—93.
- Некоторые мысли о суффиксах множественного числа в марийском языке // Финно-угроведение. — 2013. — № 2. — С. 22—29.
- 40 лет в строю педагогов // Музейный вестник. — Йошкар-Ола, 2014. — Вып. 8. —С. 148—152.
- К теории словосложения // Финно-угроведение. — 2014. — № 1. — С. 3—19.
- К истории категории принадлежности // Финноугроведение. — 2015. — № 1. —С. 48-64.
- Редупликация как один из древнейших грамматических способов // Финно-угроведение. — Йошкар-Ола, 2015. — № 2. — С. 3—16.

### Научно-популярные
- Марийцы — горные и луговые (Из истории марийского языка) // Молодой коммунист. — 1966. — 28 июля.
- Каким будет закон о языках? // Марийская правда. — 1992. — 22 сентября.
- Ещё раз о двух марийских языках: некоторые итоги обсуждения законопроекта «О языках в Республике Марий Эл» // Кугарня. — 1994. — 4 февраль.
- Марий йылме кокытак мо вара? Марий Эл республикысе йылме-влак нерген икмыняр шонымаш // Марий Эл. — 1994. —4, 15, 18, 24 февраль; 1 март. (луговомар.)
- Как пастушок стал профессором: к 80-летию Н. Т. Пенгитова // Марийская правда. — 1994. — 24 марта.
- Марий йылмын мутвундыжым шымлыше. Г. С. Патрушевын шоч- мыжылан — 75 ий // Марий Эл. — 2003. — 29 июль. (луговомар.)
- Стойко преодолевать трудности жизни // Марийский университет. — 2011. — 28 октября.
- Вием, моштымашем, ушем калык туныктымо пайдалан пуэнам // Марий Эл. — 20 П. — 11 октябрь. (луговомар.)